# Massimo Roscigno
Massimo Roscigno (* in Rom) ist ein italienischer Diplomat. Er war seit 2013 der italienische Botschafter auf den Philippinen.

## Leben
Roscigno machte 1977 an der Universität Triest einen Abschluss in Rechtswissenschaft und promovierte 1979 im Studiengang European Studies an der Universität La Sapienza in Rom.
Er ist seit 1995 mit einer Philippinin verheiratet und hat eine Tochter.

## Diplomatischer Werdegang
Massimo Roscigno trat 1981 in den diplomatischen Dienst ein. Bis 1982 arbeitete er in der Direktion für Auswanderung und Soziales des italienischen Außenministeriums, von 1982 bis 1984 im Büro des Generalsekretärs des Ministeriums unter Generalsekretär Francesco Malfatti di Montretto. Seinen ersten Auslandseinsatz hatte Roscigno von 1984 bis 1988 als erster Vizekonsul im italienischen Generalkonsulat in New York. Als Botschaftsrat und stellvertretender Missionsleiter wechselte er von 1988 bis 1992 an die italienische Botschaft in Manila. 1992 wurde er nach Italien zurückgerufen und gehörte dem Krisenstab des Außenministeriums an. Von 1993 bis 1995 war er Generaldirektor für Personalwesen im Außenministerium. Sein nächster Auslandseinsatz führte ihn als stellvertretender Missionsleiter an die Botschaft in Beirut.
Von 1999 bis 2003 war Massimo Roscigno italienischer Generalkonsul in Los Angeles, von 2003 bis 2006 stellvertretender Direktor des diplomatischen Instituts des Außenministeriums. Als Generalkonsul war er von 2006 bis 2010 in Shanghai eingesetzt. Von 2010 bis 2013 war er zurück im Außenministerium, zuerst als stellvertretender Direktor für Asien und den Pazifik, dann als Generaldirektor für Globalisierung und internationale Beziehungen und schließlich als stellvertretender Protokollchef.
Seit dem 4. Februar 2013 war er der italienische Botschafter in Manila. Er war seit dem 26. November 2013 mitakkreditiert für Palau.

## Auszeichnungen
- 1992: Ritterkreuz des Verdienstordens der Italienischen Republik[4]
- 2000: Offizierskreuz des Verdienstordens der Italienischen Republik[5]
- 2013: Komtur des Verdienstordens der Italienischen Republik[5]
- 2014: People of the Year Award der Zeitschrift PeopleAsia für seine Unterstützung der Hilfsmaßnahmen beim Taifun Haiyan in Cebu City, Guiuan, Tacloban City und Tanauan[6]